# Erythrolamprus cobella
Erythrolamprus cobella — вид змій родини полозових (Colubridae). Мешкає в Південній Америці.

## Поширення і екологія
Erythrolamprus cobella мешкають на узбережжі Венесуели (в дельті Ориноко), Гвіани і штату Амапа в Бразилії. Вони живуть у водно-болотних угіддях, заболочених лісах, вологих саванах і мангрових лісах.